# Су-31
Су-31 е граждански спортен самолет за високо спортно майсторство, проектиран от ОКБ Сухой. Разработен е да изпълнява всички фигури от висшия пилотаж без ограничение.

## История
Су-31 e по-нататъшно развитие на базовия модел Су-26. Първият полет на самолета е през юни 1992 г. Дебютът на самолета е участието на световния шампионат по висш пилотаж през юли 1992 г. в Хавър (Le Havre), Франция. За пръв път Су-31 е изложен и на авиационно-космическия салон Фарнборо-92 (на английски: Farnborough, The Farnborough International Exhibition and Flying Display), а след това е демонстриран и на други големи световни авиосалони. От 1994 г. с тези самолети националния сборен отбор по висш пилотаж на Русия участва в шампионатите на света и Европа.

## Конструкция
Су-31 е едноместен свободно носещ моноплан долноплощник, с един бутален двигател с вътрешно горене и с триопорен колесник с опашно колело.

## Модификации
- Су-31М – е снабден, както и предшественика си Су-26, с катапулираща седалка за пилота и ново остъкляване на кабината и вградени крилни резервоари за гориво.
- Су-31 Х – експортен вариант с вградени крилни резервоари.

## Технически характеристики
| Характеристика                            | Показател          |
| ----------------------------------------- | ------------------ |
| Производител                              | ОАО Компания Сухой |
| Екипаж                                    | 1                  |
| Двигател                                  | М-14ПФ (М-14П)     |
| Мощност                                   | 294 kw/ 400 hp     |
| Разпереност                               | 7,80 m             |
| Дължина                                   | 6,78 m             |
| Височина                                  | 2, 78 м            |
| Площ на крилото                           | 11,80 m2           |
| Маса празен                               | 650 kg             |
| Маса полетна                              | 780 kg             |
| Максимална скорост                        | 450 km/h           |
| Максимална скорост при хоризонтален полет | 380 km/h           |
| Далечина на полета                        | 290 km             |
| Максимална скороподемност                 | 1440 m/min         |
| Таван                                     | 4000 m             |
| Макс. експлоатационно претоварване        | 12                 |